# Väster-Gråssjön
Väster-Gråssjön är en sjö i Bräcke kommun i Jämtland och ingår i Ljungans huvudavrinningsområde. Sjön har en area på 0,982 kvadratkilometer och ligger 318 meter över havet. Sjön avvattnas av vattendraget Sännån.

## Delavrinningsområde
Väster-Gråssjön ingår i det delavrinningsområde (696306-149254) som SMHI kallar för Utloppet av Väster-Gråssjön. Medelhöjden är 345 meter över havet och ytan är 3,65 kvadratkilometer. Räknas de 9 avrinningsområdena uppströms in blir den ackumulerade arean 91,46 kvadratkilometer. Sännån som avvattnar avrinningsområdet har biflödesordning 3, vilket innebär att vattnet flödar genom totalt 3 vattendrag innan det når havet efter 174 kilometer. Avrinningsområdet består mestadels av skog (62 procent). Avrinningsområdet har 0,97 kvadratkilometer vattenytor vilket ger det en sjöprocent på 26,6 procent.